# Lyricon
De Lyricon is het eerste elektronische blaasinstrument ter wereld. Het is uitgevonden door Bill Bernardi, die er in 1971 samen met Roger Noble patent op aanvroeg, en werd gebouwd door Computone Inc uit Massachusetts. Het instrument is nooit erg populair geweest en is in onbruik geraakt nadat Computone in 1980 failliet ging, en doordat in 1982-1983 het MIDI-protocol werd ontwikkeld.
De Lyricon stelt blazers in staat een analoge synthesizer te besturen door op een soort elektronische saxofoon te spelen. De Lyricon zet luchtdruk, lipspanning en vingerzettingen om in drie verschillende stuurspanningen, die het synthesizergedeelte aansturen. De luchtdruk-stuurspanning wordt bepaald door een membraan en een lichtgevoelige sensor en regelt het volume (VCA). De lip-stuurspanning wordt bepaald door een sensor op het riet en regelt de toonhoogte (vibrato) en filter, en de vingerschakelaar-stuurspanning regelt de toonhoogte. Door een vorm van additieve synthese te gebruiken, kan de bespeler kiezen tussen boventonen waarbij kan worden geschakeld tussen de toonsoorten G, Bb, C, Eb en F. Met een range-schakelaar wordt gekozen tussen laag, midden en hoog. Het instrument beschikt ook over glissando, portamento en "timbre attack" (een soort chorus).
Van de Lyricon I werden circa 300 exemplaren gebouwd. Later werden nog twee andere modellen van de Lyricon ontwikkeld: de "Wind Synthesizer Driver", die kan worden aangesloten op een externe synthesizer (bijvoorbeeld de ARP 2600, Oberheim Xpander of MiniMoog), en de "Lyricon II", een synthesizer met twee oscillatoren en een ander model controller.
Alle Lyricons gebruiken een basklarinetmondstuk en saxofoonachtige vingerzettingen, met twee octaaftoetsen boven de duimsteun voor de linkerhand. De Wind Synthesizer Driver kent ook een transponeerfunctie, waarbij met een pedaal het hele bereik een octaaf kan worden verhoogd of verlaagd. Bij de Lyricon II wordt dit gedaan via het bedieningspaneel.
De Lyricons werkten oorspronkelijk niet met MIDI. Door JL Cooper en STEIM gemodificeerde Lyricons hebben deze mogelijkheid wel.

## Bekende Lyriconbespelers
- Jorrit Dijkstra
- Dan Michaels
- Hens Otter (Nederlands Blazers Ensemble, Ebony Band)
- Tom Scott bespeelt de Lyricon op Peg, een hitsingle van Steely Dan uit 1977; later gesampled door De La Soul in Eye Know. Scott heeft daarnaast diverse solo-albums uitgebracht waarop hij het instrument bespeelt.
- Wayne Shorter gebruikte de Lyricon in Three Clowns, een compositie op het Weather Report-album Black Market.
- Michał Urbaniak
- Gerbrand Westveen
- Richard Elliot (Tower of Power)

De Lyricon is ook te horen in de hit Billie Jean van Michael Jackson.
De Lyricon werd voorgeschreven voor De knop, muziek van Willem Breuker bij het gelijknamige toneelstuk van Harry Mulisch voor het Holland Festival 1977.